# Робърт Гаскойн-Сесил
Роберт Гаскойн-Сесил, лорд Солсбъри (на английски: Robert Arthur Talbot Gascoyne-Cecil, 3rd marquess of Salisbury) е английски консервативен политик, бил три пъти министър-председател на Великобритания (1885 – 86, 1886 – 92, 1895 – 1902) и четири пъти министър на външните работи (1878, 1885 – 86, 1886 – 92, 1895 – 1900) по време на разцвета на Британската империя.
Запомнен е като привърженик на политиката на блестяща изолация – желанието Великобритания да стои настрана от европейските спорове и съюзи. Той е последният министър-председател, заел поста като член на Камарата на лордовете. Кралица Виктория предлага на лорд Солсбъри на два пъти титлата херцог (1886 и 1892), но той отказва, посочвайки като причина високите разходи, необходими за поддържане на стила на живот, очакван от херцозите.
Потомък е на рода Сесил, водещ началото си от Уилям Сесил, лорд Бърли и неговия син Робърт Сесил, 1-ви граф Солсбъри.

## Политическа кариера
- 1878 – 1880 г.: министър на външните работи и участва в работата на Берлинския договор през 1878 г.
- 1885 – 1886 г.: след смъртта на Дизраели става лидер на Консервативната партия. Оглавява правителството.
- 1886 – 1892 г.: министър-председател и министър на външните работи,
- 1895 – 1902 г.: министър-председател.